# Walter Rudin
Pour les articles homonymes, voir Rudin.
Walter Rudin (1921-2010) est un mathématicien américain, très connu pour ses livres d'analyse : Analyse fonctionnelle, Principes d'analyse mathématique surnommé « Baby Rudin » et Analyse réelle et complexe surnommé « Big Rudin ».

## Biographie
Walter Rudin nait à Vienne (Autriche), en 1921, dans une famille juive. En 1938, celle-ci se réfugie en France après l'Anschluss. Après l'armistice du 22 juin 1940, Rudin s'enfuit en Angleterre et sert dans la Royal Navy jusqu'à la fin de la Seconde Guerre mondiale. Après la guerre, il s'installe aux États-Unis et obtient son baccalauréat en arts de l'Université Duke en Caroline du Nord en 1947, et deux ans plus tard un doctorat de la même institution. Il enseigne ensuite à l'Institut de technologie du Massachusetts et à l'université de Rochester, avant de devenir professeur à l'université du Wisconsin à Madison où il reste pendant trente-deux ans. Ses intérêts de recherche vont de l'analyse harmonique à l'analyse complexe.
En 1970, Rudin est conférencier invité au Congrès international des mathématiciens de Nice. Il reçoit le prix Leroy P. Steele pour l'exposition mathématique en 1993 pour la paternité des textes d'analyse désormais classiques[pas clair], Principes d'analyse mathématique et Analyse réelle et complexe. 
À la fin de sa vie, Walter Rudin est professeur émérite à l'université du Wisconsin-Madison. L'université de Vienne lui décerne un titre académique de recherche honorifique en 2006.

## Vie privée
Rudin se marie en 1953 avec la mathématicienne Mary Ellen Estill. Les deux résident à Madison, Wisconsin, dans une maison conçue par l'architecte Frank Lloyd Wright au 110 Marinette Trail. Ils ont quatre enfants.

## Récompenses
- Prix Leroy P. Steele en 1993 dans la catégorie « vulgarisation mathématique ».